# Preša, Majšperk
Preša je gručasto naselje, ki leži jugozahodno od Brega, ob cesti Rogatec - Majšperk v Občini Majšperk na severovzhodu Slovenije in spada pod Štajersko pokrajino in Podravsko regijo. Naselje se nahaja v dolini potoka Skralska, ki se izteka v Dravinjo. V dolini so večina travniki in njive, na pobočjih je nekaj vinogradov in sadovnjakov, višje pa gozdovi.